# Église Saint-Nicolas de Villers-Cotterêts
L'église Saint-Nicolas est une église située à Villers-Cotterêts, en France.

## Localisation
L'église est située sur la commune de Villers-Cotterêts, dans le département de l'Aisne.

## Historique
Le monument est inscrit au titre des monuments historiques en 1993.